# Khu dự trữ sinh quyển Alto Orinoco-Casiquiare
Khu dự trữ sinh quyển Alto Orinoco-Casiquiare là một khu dự trữ sinh quyển được UNESCO công nhận ở Venezuela bảo vệ quần xã sinh vật Amazon.

## Vị trí
Khu dự trữ sinh quyển Alto Orinoco-Casiquiare được chỉ định vào năm 1993. Nó có tổng diện tích lên tới 8.266.230 hécta (20.426.300 mẫu Anh) khiến nó trở thành khu dự trữ sinh quyển vùng nhiệt đới lớn nhất được UNESCO công nhận. Phía bắc của khu dự trữ sinh quyển là vườn quốc gia Duida-Marahuaca. Nó cũng bao gồm cả hai vườn quốc gia Serranía de la Neblina và Parima Tapirapecó.
Vùng đất thấp nhất là kênh đào Casiquiare trong khi khu vực cao nhất là đỉnh Cerro Marahuaca nằm ở phía đông bắc khu dự trữ sinh quyển. Độ cao từ 100 đến 3.000 mét (330 đến 9.840 ft) so với mực nước biển.

## Môi trường
Khí hậu tại đây là khí hậu xích đạo ẩm ướt. Phần lớn khu dự trữ sinh quyển nằm trong vùng sinh thái rừng ẩm Negro-Branco. Nó cũng bao gồm các khu vực thuộc vùng sinh thái rừng ẩm Cao nguyên Guayana. Kiểu hệ sinh thái chính là rừng ẩm nhiệt đới. Môi trường sống bao gồm rừng nhiệt đới núi thấp, rừng mưa, rừng nhiệt đới đất thấp và rừng cọ. Các loài động vật có vú có nguy cơ tuyệt chủng bao gồm dơi mũi nhọn Fernandez.